# Projekt racjonalizatorski
Projekt racjonalizatorski – zgodnie z prawem własności przemysłowej, jeden z projektów wynalazczych spełniający warunki regulaminu racjonalizacji wprowadzonego przez przedsiębiorcę.
Przedsiębiorca może uznać za projekt racjonalizatorski, w rozumieniu ustawy, każde rozwiązanie nadające się do wykorzystania, niebędące wynalazkiem podlegającym opatentowaniu, wzorem użytkowym, wzorem przemysłowym lub topografią układu scalonego.
W regulaminie, przedsiębiorca określa, co najmniej, jakie rozwiązania i przez kogo dokonane uznaje się w przedsiębiorstwie za projekty racjonalizatorskie, a także sposób załatwiania zgłoszonych projektów i zasady wynagradzania twórców tych projektów.

## Źródła prawa
- Ustawa z dnia 30 czerwca 2000 r. Prawo własności przemysłowej (Dz.U. z 2023 r. poz. 1170)